# Шишковский, Осип Осипович
Осип Осипович Шишко́вский (1 марта 1870, Харьковская губерния — 1941, Москва) — русский и советский архитектор, один из мастеров стиля модерн.

## Биография
Происходил из дворянской католической семьи. В 1884—1889 годах учился в Московском училище живописи, ваяния и зодчества, окончив его со званием неклассного художника архитектуры и Малой серебряной медалью. С 1888 года временно исполнял обязанности московского участкового архитектора. В 1894 году был утверждён в должности участкового архитектора. В 1913 году был откомандирован в 5-е отделение городской управы. С 1918 года работал заведующим Строительным отделением 1-го муниципального отдела Городского района. В 1920-х годах работал в ВСНХ СССР. Скончался в Москве в 1941 году. Похоронен на Введенском кладбище. Архитектор первого в Москве здания высотой в восемь этажей.
Жил в 1900-е годы в Мясницком проезде, 1/48; в 1910-е — на 3-й Мещанской улице, 29.
В 1898 году в храме Космы и Дамиана села Космодемьянского сочетался браком с дочерью личного потомственного гражданина девицей Анной Дмитриевной Никандровой.
По мнению искусствоведа М. В. Нащокиной, О. О. Шишковский имел свой собственный узнаваемый архитектурный почерк. Постройки архитектора композиционно просты, как правило имеют симметричный фасад, практически лишённый декоративной обработки и покрытый «кабанчиком». Нащокина выделяет среди построек зодчего доходный дом Афремова — один из первых московских «небоскрёбов» начала XX века, и построенный по инициативе художника В. Д. Поленова «Театральный дом».

## Постройки в Москве
- 1899 — Доходный дом, Последний переулок, 21[сн 1];
- 1899—1900 — Доходный дом С. С. Дубровского, улица Климашкина, 5;
- 1901 — Доходный дом, улица Остоженка, 8, стр. 1, ценный градоформирующий объект[6];
- 1902 — Доходный дом Щекальского, Медынцевский переулок;
- 1902 — Доходные дома В. А. Гессе, Печатников переулок, 11;
- 1904 — Доходный дом Р. Н. Стабровской, Волков переулок, 4;
- 1905 — Доходный дом Ф. И. Афремова, Садовая-Спасская улица, 19, объект культурного наследия регионального значения[6];
- 1904—1905 — Доходный дом М. П. Кочубея, улица Красная Пресня, 36, стр. 1, 2;
- 1905—1906 — Доходный дом А. И. Тороповой , Малая Никитская улица, 10;
- 1909 — Надстройка доходного дома И. И. Егорова, Малый Каковинский переулок, 2/6 — переулок Каменная Слобода, 6/2;
- 1909 — Доходный дом и службы Т. Т. Николаева, Орлов переулок (не сохранился);
- 1909 — Постройка во владении Е. Ф. Зейберта, Гарднеровский переулок;
- 1909 — Дом А. В. Егорова, улица Старая Божедомка (не сохранился);
- 1910 — Доходный дом Н. И. Пузанкова, Печатников переулок, 18;
- 1910 — Дом Л. З. Персиц, улица Старая Божедомка (не сохранился);
- 1910 — Дом И. Д. Розанова, Большой Сухаревский переулок;
- 1910 — Пристройка к особняку С. И. Елагина, Страстной бульвар, 11;
- 1910—1911 — Доходный дом Э. С. Бодло , улица Щепкина, 49;
- 1911—1912 — Доходный дом А. С. Ширяева, Новая Басманная улица, 10, во дворе;
- 1912 — Доходный дом И. И. Пуришева, И. и А. Кацман, Большой Сергиевский переулок, 5—7 (не сохранился);
- 1912 — Доходный дом П. И. Задориной, Тетеринский переулок, 14;
- 1913 — Доходный дом, 7-й Ростовский переулок, 12;
- 1915—1916 — Дом Секции содействия устройству деревенских, фабричных и школьных театров при Московском обществе народных университетов (Театральный дом В.Д. Поленова) по эскизам В. Д. Поленова, Зоологическая улица, 13 с.1, ценный градоформирующий объект[6].

### Сноски
1. ↑  Здесь и далее проекты и постройки даны в хронологическом порядке по М. В. Нащокиной[5], с необходимыми дополнениями и уточнениями.